# Borów (województwo lubuskie)
Borów (niem. Birkholz) – wieś w Polsce położona w województwie lubuskim, w powiecie świebodzińskim, w gminie Świebodzin.
W latach 1975–1998 miejscowość administracyjnie należała do województwa zielonogórskiego.

## Historia
Wieś wzmiankowana w 1365 roku, dokumentem w którym proboszcz z Niekarzyna, przyznaje klasztorowi trzebnickiemu dziesięcinę z kilku wsi w tym z Borowa. W XV wieku doszło do podziału własności nad wsią pomiędzy klasztor, a miasto Świebodzin. Od 1696 roku Borów staje się miejscowością prywatną, a następnie wielokrotnie zmienia właściciela. W 1905 roku zanotowano, iż we wsi mieszkało dwudziestu Polaków, głównie emigrantów z Wielkopolski. W latach siedemdziesiątych XIX wieku trwały, zakończone niepowodzeniem, poszukiwania wokół wsi węgla brunatnego. Po przejściu wsi pod administrację polską już we wrześniu 1945 roku otwarto szkołę podstawową, którą prowadziła nauczycielka Helena Sosnowska.

## Zabytki
Do wojewódzkiego rejestru zabytków wpisany jest:
- zespół kościelny:
  - kościół filialny pod wezwaniem Chrystusa Króla, zabytkowy z 1855 roku, parafii Wilkowo, stoi w centralnej części wsi
  - dzwonnica, drewniana z połowy XIX wieku
  - ogrodzenie, z XVIII wieku/XIX wieku
  - grobowiec rodziny von Elk, z 1926 roku.

Niedaleko od Borowa, na brzegu jeziora Niesłysz, znajduje się dobrze zachowane średniowieczne grodzisko.

## Ludzie urodzeni w Borowie
- Elias Daniel Sommerfeld
- Kurt Student